# Grad (sastav)
Grad je rock sastav iz Rijeke.

## Povijest
Priča o sastavu Grad priča je o riječkoj glazbenoj sceni i počinje u ”boljoj prošlosti” 1985. godine. Godina je to u kojoj izravno s riječkih dokova na koncertne podije cijele bivše države slijeću Let 3, Fit, Grč, Cacadou Look, Ogledala i, konačno, Grad.
I upravo su oni u svim napisima koji su pratili bilo skupne, bilo pojedinačne nastupe riječkih sastava isticani kao perjanice cijele scene.
Iako su uživali naklonost kritike i publike kao urbani rock sastav, sklon artističkim izletima koji su se najbolje reflektirali kroz suradnju na video brojevima s cijenjenim video-umjetnikom Daliborom Martinisom, proći će još šest godina do njihovog debitantskog albuma. Objavljivanje ploče ”Ljudi” (1991.) ”Novi list” proglašava jednim od najvažnijih događaja u povijesti riječke scene, odajući priznanje dosadašnjem beskompromisnom i upornom radu sastava. ”Ljudi” su poput best of albuma donijeli najbolje pjesme iz dotadašnjeg opusa Grada, kao što su Vodi me, Zid i klasik Ima li nešto.
Dvije godine kasnije izlazi ”Amerika”, drugi album, čija naslovna pjesma tjednima drži vrh tada popularnog Hit Depoa. Priznajući značaj i utjecaj Grada na Ri-rock scenu, na albumu gostuju Prlja (Let 3), Damir Urban, Leo Rumora (ex-Ogledala), Neno Belan i Davor Tolja (Denis & Denis).
Iste će godine Grad izaći na kompilaciji ”The Best Of Indie Rock - Made In Croatia”, potvrđujući i time svoj status jednog od najjačih domaćih rock sastava.
No to će biti i njihov gotovo posljednji korak, sastav ima veliki pauzu u radu sve do 1998., kada izlazi treći album ”Planet Majmuna 1999”, koji uz 11 novih pjesama donosi i podsjetnik na najbolje pjesme sastava u obliku 6 bonus tema (radi se o ranijim demoinačicama koje mnogi smatraju boljim od kasnijih studijskih inačica. Uz singlove ’Cyber love’ i ’Biti normalan’, ploča dobiva solidne ocjene kritike, a sastav to kapitalizira sjajnim svirkama unutar i izvan granica Hrvatske.
Album ”Nebo” iz 2001.godine prije svega donosi novu zvučnu sliku bojanu prepoznatljivim pastelama iskusnih glazbenika - vokalom Deana Škaljca i gitarama Igora Stevanovića i Orijena Modrušana uz odličnu produkciju, te povratnički singl «Nebo» koji je vratio Grad na pozicije koju zaslužuju – odličan rock sastav s modernom produkcijom i sjajnim osjećajem za pjesmu. 
Izdali su još dva albuma, "Glad" (2005) i "Ne" (2010), te live album  "Palach uživo" (2007), a grupa je još i dan danas aktivna.  

## Diskografija
- Ljudi, 1991.
- Amerika, 1993.
- The Best Of Indie Rock - Made In Croatia, 1993.
- Planet Majmuna 1999, 1998.
- Nebo, 2001.
- Glad, 2005.
- Palach uživo, 2007.
- Ne, 2010.